# 진의준

## 클럽 경력
진의준은 연세대학교 축구부 출신으로, 2025년 1월 천안시티 FC에 입단하며 프로 무대에 도전했다. K리그2 2025 시즌 개막 엔트리에 포함되며 기대를 모았다.

## 특징
왼발잡이 중앙 미드필더로, 안정적인 볼 소유와 패싱 능력을 갖추고 있다.  
빌드업과 전개 과정에서의 연결 플레이가 강점으로 평가된다.

## 통계
- 2025 시즌 K리그2: 1경기 출전 (2025년 6월 기준)

## 참고 자료
- 천안시티 FC 공식 SNS – 2025 시즌 신인 선수 입단 발표
- Sofascore – 선수 신체 정보 및 경기 기록
- Global Sports Archive – 시즌 출전 요약